# Prefetti della provincia di Chieti
Elenco dei prefetti della Provincia di Chieti.

## Regno d'Italia
- Annibale Ranuzzi (1861-1863)
- Angelo Conti (1863-1865)
- Giulio De Rolland (1866-1866)
- Angelo Cordera (1867-1867)
- Angelo Bertini (1867-1876)
- Francesco Brescia Morra (1876-1879)
- Onofrio Galletti (1879-1880)
- Felice Reichlin De Moliegg (1880-1882)
- Vincenzo De Felice (1882-1884)
- Giovanni Rito (1884-1888)
- Girolamo Civilotti (1888-1890)
- Federico Pasculli (1890-1891)
- Pietro Celli (1891-1893)
- Ulisse Toni (1893-1896)
- Augusto Borselli (1897-1898)
- Francesco Tomasini (1898-1899)
- Carlo Bernardo Ferrari (1899-1902)
- Vincenzo Flauti (1902-1904)
- Salvatore Buonerba (1904-1905)
- Giuseppe Palumbo-Cardella (1906-1907)
- Luigi Marcialis (1907-1914)
- Vincenzo Pericoli (1914-1914)
- Tito Bacchetti (1914-1917)
- Ildebrando Merlo (1917-1918)
- Enrico Cerboni (1918-1919)
- Paolo D'Ancora (1919-1920)
- Enrico Palmieri (1920-1921)
- Federico Fusco (1921-1922)
- Giuseppe Regard (1922-1924)
- Damiano Cottalasso (1924-1926)
- Michele Sorge (1926-1926)
- Alberto Maroni (1926-1927)
- Luigi Russo (1927-1932)
- Guido Letta (1932-1933)
- Francesco Vicedomini (1933-1936)
- Francesco Sepe (1936-1941)
- Giovan Battista Laura (1941-1942)
- Giannino Romualdi (1942-1943)
- Aldo Cavani (1943-1943)
- Giuseppe Girgenti (1943-1944)
- Gaetano Petrella (1944-1945)
- Vincenzo Ottaviano (1945-1951)

## Repubblica italiana
- Giuseppe Caso (1951-1954)
- Italo De Vito (1954-1957)
- Carlo Benigni (1957-1961)
- Giulio Scaramucci (1961-1962)
- Nicio Giuliani (1962-1964)
- Raimondo Turco (1964-1967)
- Ovidio Numerico (1967-1971)
- Giovanni Taranto (1971-1973)
- Filippo Griffi (1973-1979)
- Agatino Neri (1979-1983)
- Attilio Lobefalo (1983-1988)
- Attilio Siani (1988-1991)
- Luigi Rinaldi (1991-1995)
- Roberto Fraissinet (1995-2000)
- Livia Barbara (2000-2001)
- Aldo Vaccaro (2001-2007)
- Greco Vincenzo (2008-2011)
- Fulvio Rocco De Marinis (2011-2015)
- Antonio Corona (2015-2018)
- Giacomo Barbato (2018-2020)
- Armando Forgione (6 luglio 2020 - 4 dicembre 2022)
- Mario Della Cioppa (dal 5 dicembre 2022)